# Dmitri Safronov
Dmitri Safronov (Rusia, 3 de octubre de 1981) es un atleta ruso, especialista en la prueba de maratón en la que llegó a ser medallista de bronce europeo en 2010.

## Carrera deportiva
En el Campeonato Europeo de Atletismo de 2010 ganó la medalla de bronce en la carrera de maratón, recorriendo los 42,195 km en un tiempo de 2:18:16 segundos, llegando a meta tras el suizo Viktor Röthlin (oro con 2:15:31 s) y el español José Manuel Martínez (plata).